# Kalemegdan
Kalemegdan (en alfabet ciríl·lic serbi: Калемегдан, del turc Kale Meydanı, Plaça de la Fortalesa) és un parc de Belgrad on es troba la fortalesa de Belgrad al municipi de Stari Grad.

## Localització
Kalemegdan es troba a la part superior d'un promontori de 125,5 metres d'altura, on finalitza l'àrea geològica de Šumadija. La seva proximitat a la confluència del riu Sava amb el Danubi el converteix en un dels miradors naturals més bells de Belgrad. Limita amb els barris de Dorćol (nord i nord-est), Stari Grad (est) i Kosančićev Venac (sud).
A l'interior hi ha el mausoleu conegut com a «Tomba dels herois nacionals», on estan enterrats Moša Pijade, Ivo Lola Ribar, Đuro Đaković i Ivan Milutinović, personatges de gran rellevància a l'antiga Iugoslàvia socialista.

## El parc
El parc està dividit en el petit i el gran Kalemegdan:
- Mali Kalemegdanski park (Мали Калемегдански парк, "Parc Kalemegdan petit") ocupa la part est, que toca a la part urbana de Belgrad. Al nord del petit Kalemegdan s'hi troba el zoo de Belgrad, obert el 1936. També s'hi troba el pavelló d'art Cvijeta Zuzorić.

- Veliki Kalemegdanski Park (Велики Калемегдански парк, "Parc Kalemegdan gran") ocupa la cantonada sud de la fortalesa, amb passejos geomètrics, un museu militar, un museu del bosc i la caça, i un monument de gratitud a França.

## Història
Kalemegdan és el nucli i la part més antiga de la zona urbana de Belgrad, i durant segles la població de la ciutat es va concentrar només dins dels murs de la fortalesa, tenint gran repercussió a la Història de Belgrad. El primer esment de la ciutat es produeix quan va ser fundada al segle iii aC com a Singidúnum per la tribu celta dels escordiscs, que havia derrotat les tribus de Tràcia i Dàcia que anteriorment vivien al fort i els seus voltants.
La ciutat-fortalesa fou conquerida pels romans, que la van convertir en una part de la frontera militar. Singidúnum va ser defensada per la legió romana IV Flaviae que va construir un campament fortificat en un turó a la confluència dels rius Danubi i Sava. En el període comprès entre els anys 378 i 441 el campament romà va ser destruït en diverses ocasions per les invasions dels gots i els huns. Diu la llegenda que la tomba d'Àtila es troba a la confluència dels rius Sava i Danubi (al costat de la fortalesa). El 476 Belgrad va tornar a ser la frontera entre dos imperis: l'Imperi Romà d'Occident i l'Imperi Romà d'Orient, i l'estat eslavo-àvar.
L'emperador romà d'Orient Justinià I va reconstruir la fortalesa al voltant de 535. Als segles posteriors aquesta va sofrir una destrucció contínua sota el setge àvar, i va canviar d'amos en funció de contínues invasions fins al segle xii, en què es va assentar el primer Imperi Serbi. Després de la batalla de Kosovo de 1389 la ciutat va esdevenir otomana. Després, durant el curt període de dominació austríaca (1718 - 1738) Kalemegdan va ser reconstruïda i modernitzada pràcticament com ha arribat al segle xx, només deteriorada pels danys causats a la Primera i, sobretot, la Segona Guerra Mundial. La plaça de patrimoni cultural otomà té aquest nom des dels temps otomans.